# Satsuki Eda
Satsuki Eda (江田 五月, Eda Satsuki) (né le 22 mai 1941 à Okayama et mort dans la même ville le 28 juillet 2021) est un magistrat et homme politique japonais qui est ministre de la Justice du Japon du 14 janvier au 2 septembre 2011. 
Membre du Parti démocrate du Japon (PDJ), il est l'un des principaux soutiens en son sein de Naoto Kan. Il est considéré avec Keiko Chiba comme l'un des principaux opposants à la peine de mort au sein de la classe politique japonaise.

## Biographie
Fils de Saburō Eda, ancienne figure de l'aile droite du Parti socialiste japonais (PSJ), Satsuki Eda préside la Fédération sociale-citoyenne (FSC), fondée par ce dernier, de 1977 à 1978 puis la Fédération sociale-démocrate (FSD) de 1985 à 1994. Il est ministre d'État et directeur général de l'Agence des Sciences et des Technologies dans le gouvernement anti-PLD et anti-communiste de Morihiro Hosokawa du 9 août 1993 au 28 avril 1994. Après un premier passage à la Chambre des conseillers de 1977 à 1983 (élu à la proportionnelle dans la circonscription nationale) et quatre mandats à la Chambre des représentants du Japon pour l'ancien 1er district d'Okayama de 1983 à 1996, il retourne à la chambre haute (cette fois au vote unique non transférable pour sa préfecture natale) à partir de 1998 et, du 7 août 2007 au 24 juillet 2010, il occupe la présidence de cette assemblée. En octobre 1996, il se porte candidat pour devenir gouverneur de la préfecture d'Okayama, officiellement sans étiquette mais avec l'investiture du Shinshintō, et est battu par Masahiro Ishii, pour sa part soutenu par le Parti libéral-démocrate (PLD). 